# Nepoverenje (strip)
Nepoverenje je 75. epizoda strip serijala Ken Parker. Objavljena je u br. 12-13. Ken Parkera izdavačke kuće System Comics u maju i junu 2004. godine. Obe sveske koštale su po 120 dinara (1,79 $; 1,41 €). Epizodu su nacrtali Ivo Milaco i Renato Poleze, a  scenario su napisali Đankarlo Berardi i Mauricio Mantero.

## Originalna epizoda
Originalna epizoda objavljena je u tri dela u Ken Parker Magazinu br. 21-23. oktobar-decembar 1994. godine. Svaki deo imao je poseban naziv - L'inaffidible, A casa di Madame i Il gioco delle bugie. Cena svakog Magazina iznosila je 5.000 lira (3,25 $; 4,89 DEM).

## Kratak sadržaj
Prvo izdanje Kenove knjige Priča jednog čoveka se dobro prodaje. Izdavač Ned Bantlajn (epizoda KP-5) je zadovoljan zaradom. U međuvremenu, Ken, u jednom od svojih uobičajenih lutanja, ponovo sreće Fani u zapletu koji mu omogućava da napiše još jednu istinitu priču.

### Analiza epizode
Epizoda se zapravo sastoji iz dva odvojena dela, koji se smenjuju. U jednom se opisuje Kenovo lutanje kroz šume Kanade (ovaj deo nacrtao je  Poleze), dok se u drugom delu Ned Bantlajn bavi izdavanjem Kenovih romana. Na kraju „avanturističkog” dela, Fani ponovo pokušava da ubije Kena, koji joj se prepušta, očekujući da će ona to uraditi. Fani sprečava Pavel Žukov, Ukrajinac, Kenov prijatelj i Fanin ljubavnik, za kojim je takođe raspisana poternica. Ovo je već drugi znak  Kenove bezvoljnosti i pokazivanje umora od života. (Prvi smo mogli da vidimo na kraju epizode Priča jednog čoveka (KP-9).
U drugom delu epizode, Neda Bantlajna posećuju Bel Mekiver i Tedi Parker. Bel je sada udata za advokata Pola Ventvorta s kojim dolazi da se raspita za Kenovo prebivalište. (Ken je zahtevao da se zarada od prodatih knjiga uputi Tediju.) Ned im objašnjava da je upoznao Kena dok su zajedno čekali trajekt u Manitobi (KP-5). Ken mu je ispričao izmišljenu priču iz svoje mladosti, u kojoj je Ned prepoznao talenat za naraciju. Ken je nastavio da piše i nakon toga objavio nekoliko knjiga. Iako je Ned, po Kenovom zahtevu uplatio novac od prodaje Kenu, advokat Ventvort zahteva od Neda da se veći procenat od Kenovih knjiga uplaćuje Tediju Parkeru.